# Jüdischer Friedhof (Buttenhausen)

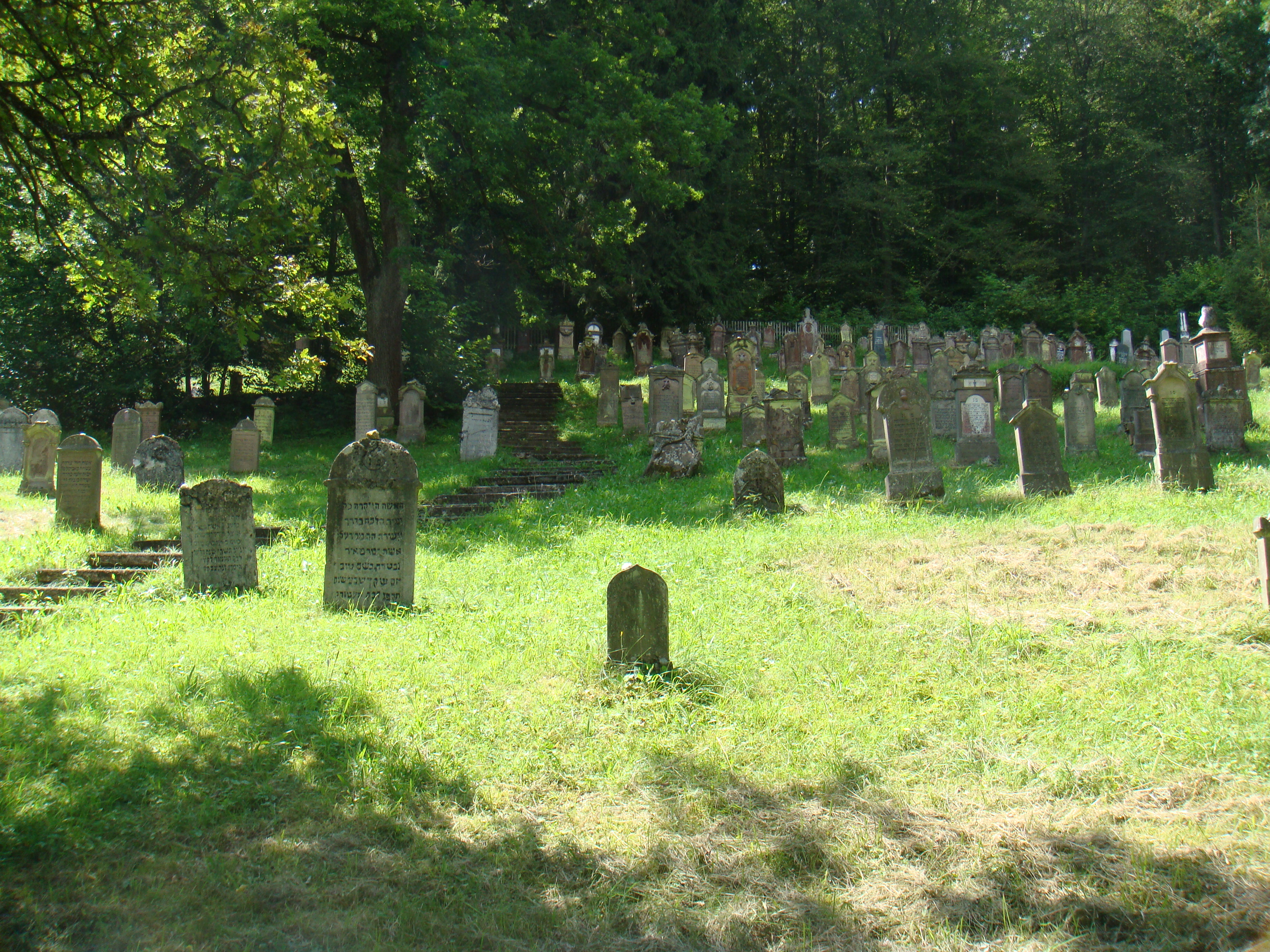
Jüdischer Friedhof in Buttenhausen

Der Jüdische Friedhof in Buttenhausen, einem Ortsteil der Stadt Münsingen im Landkreis Reutlingen in Baden-Württemberg, ist ein geschütztes Kulturdenkmal und befindet sich am Nordhang des Mühlbergwaldes.

## Geschichte

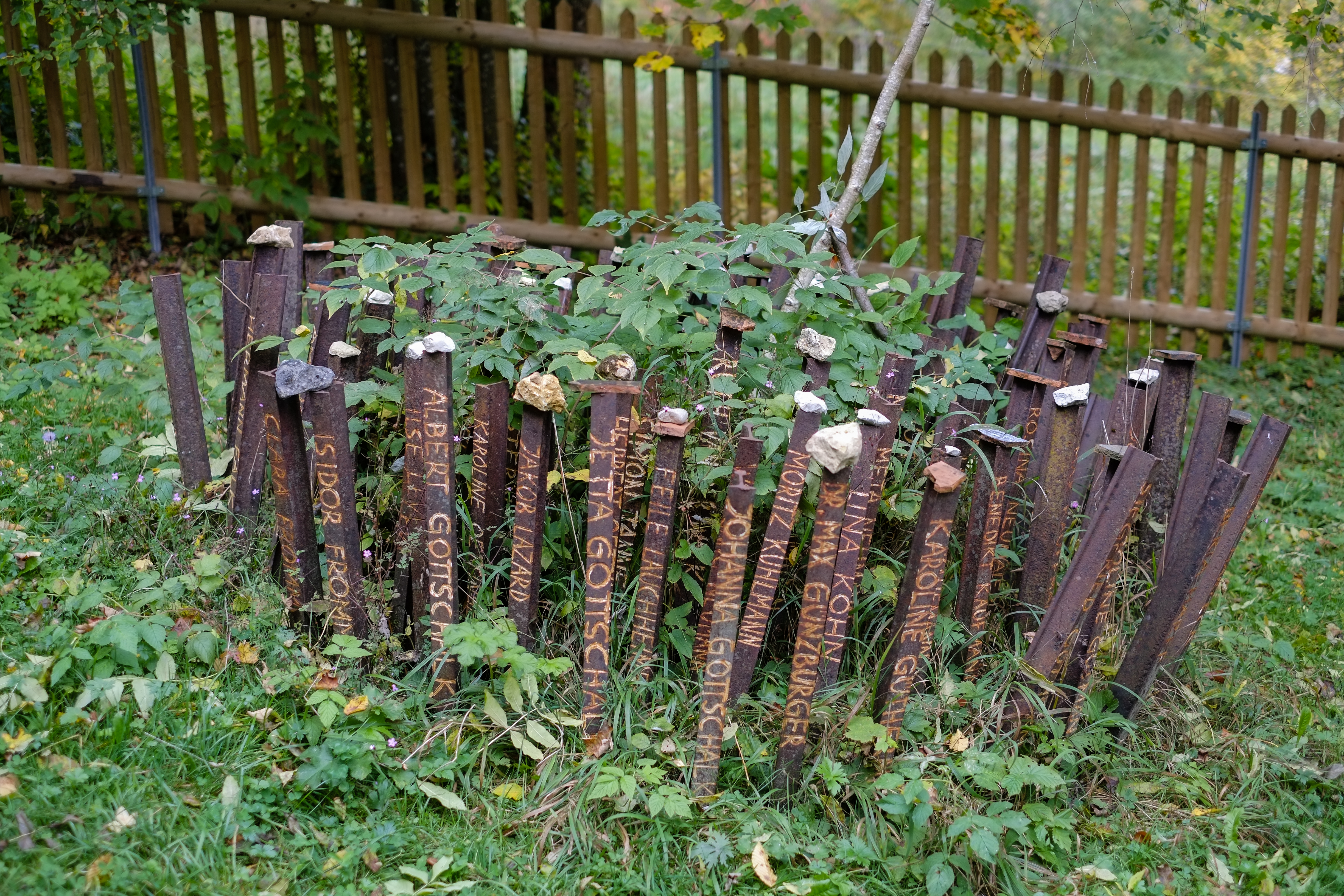
Installation von Thomas Felder

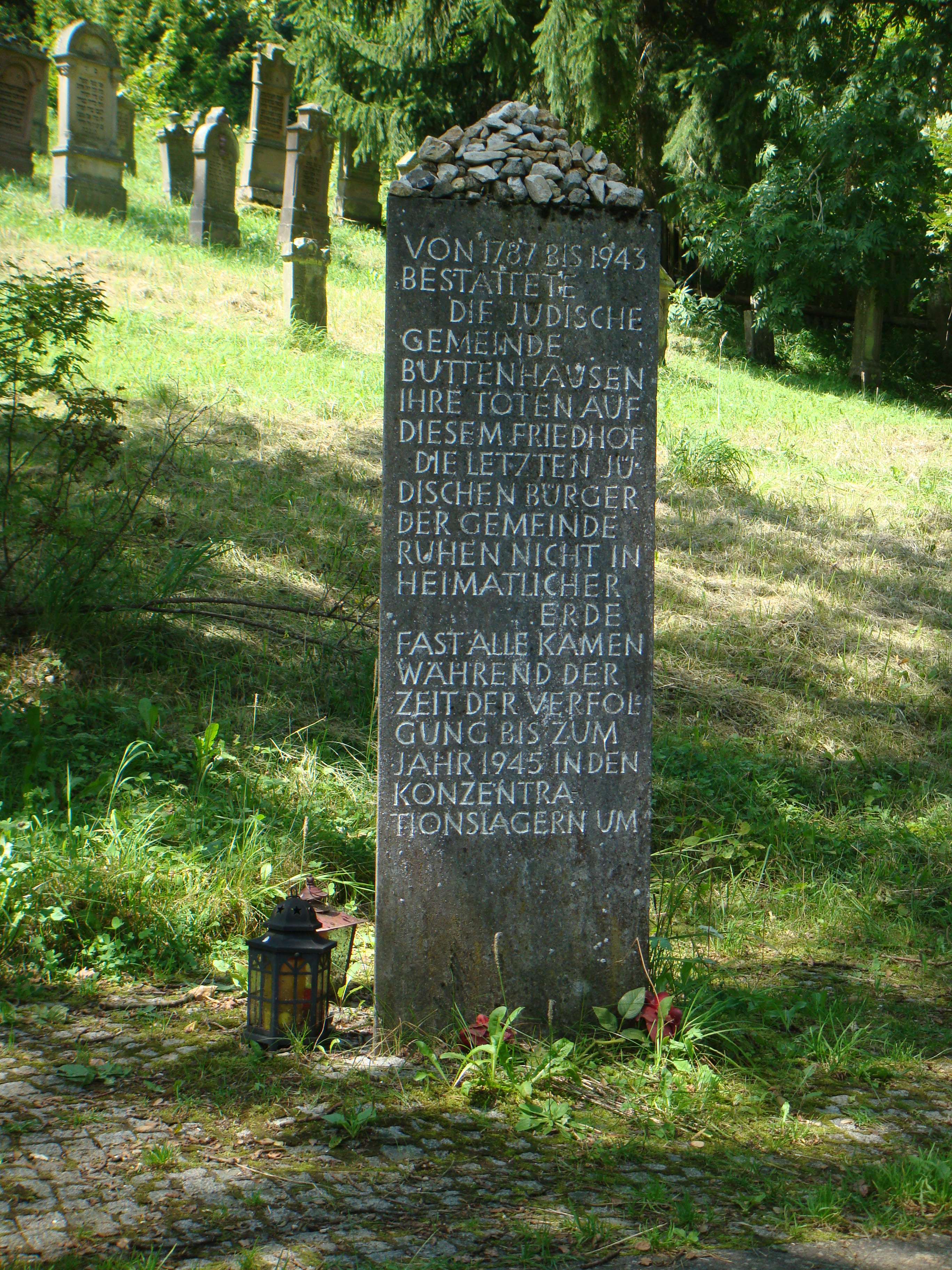
Denkmal auf dem jüdischen Friedhof in Buttenhausen

Die jüdische Gemeinde Buttenhausen legte den Friedhof 1789 oberhalb des jüdischen Wohngebiets an. Der Reichsfreiherr Phillip Friedrich von Liebenstein hatte der jüdischen Gemeinde dieses Recht im sogenannten Judenschutzbrief vom 7. Juli 1787 zugestanden. Der Friedhof hat eine Fläche von 39,87 Ar. Der älteste lesbare Grabstein ist von 1802, 1943 fand die letzte Beerdigung statt. Heute sind noch 399 Grabsteine (Mazewot) aus dem gesamten Nutzungszeitraum vorhanden. Der Friedhof wurde ab Mitte der 1970er Jahre von Walter Ott und seinen Söhnen hergerichtet, die Grabsteine gereinigt und wieder aufgerichtet, die Zeichen wurden nachgemalt.
Auf dem Friedhof befindet sich ein Gedenkstein für die jüdische Gemeinde und eine Erklärungstafel über ihre Geschichte. Zwischen 1940 und 1945 wurden ältere Juden aus dem gesamten deutschen Reichsgebiet in das sogenannte Jüdische Altersheim, also die mittlerweile leeren Quartiere der Buttenhausener Juden, zwangseingewiesen. Von Buttenhausen wurden sie in die Vernichtungslager gebracht. An sie erinnert eine Installation aus Bahnschienen von Thomas Felder.

## Friedhof
Der auf dem Hang der Mühlhalde errichtete Friedhof zeigt deutlich die Entwicklung der verschiedenen Grabsteinstilformen vom ausgehenden 18. bis ins 20. Jahrhundert. Während die älteren Grabsteine schlicht gehalten und hebräisch beschriftet sind, finden sich auf jüngeren Grabsteinen prächtig ausgeführte Formen, die oft auf die Herkunft der Bestatteten hinweisen. Grabsteine des 20. Jahrhunderts wurden häufig aus Kunststein ausgeführt. Da die Juden zur Zeit des Nationalsozialismus keine Steine mehr erwerben konnten, wurden an ihren Gräbern hölzerne Stelen aufgestellt. Die Stelen sind beispielhaft in der Bernheimerschen Realschule ausgestellt. Sie wurden in den 1960er Jahren durch schlichte Grabkissensteine ersetzt.

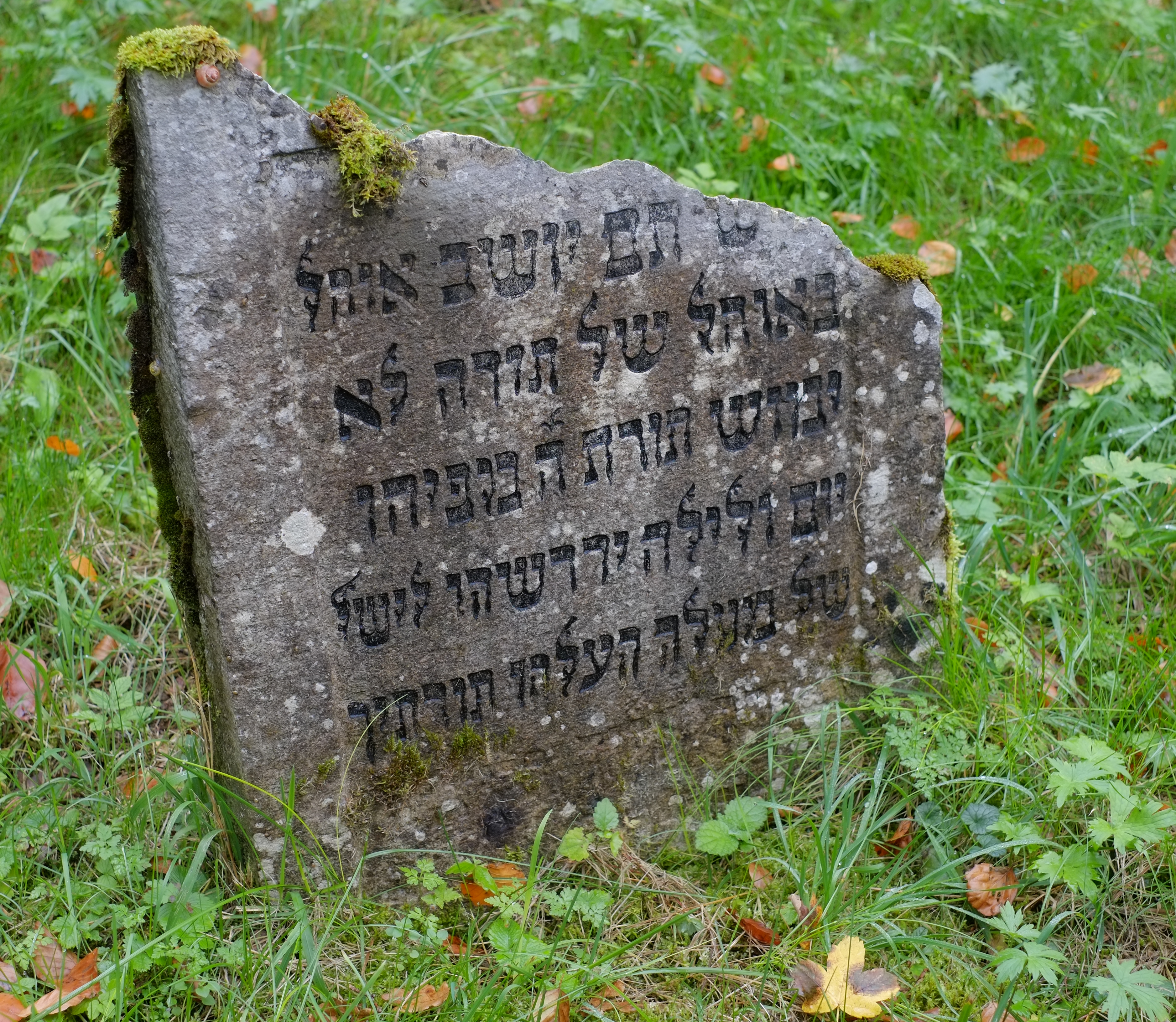
Schlichter Grabstein aus dem älteren Teil des Friedhofs
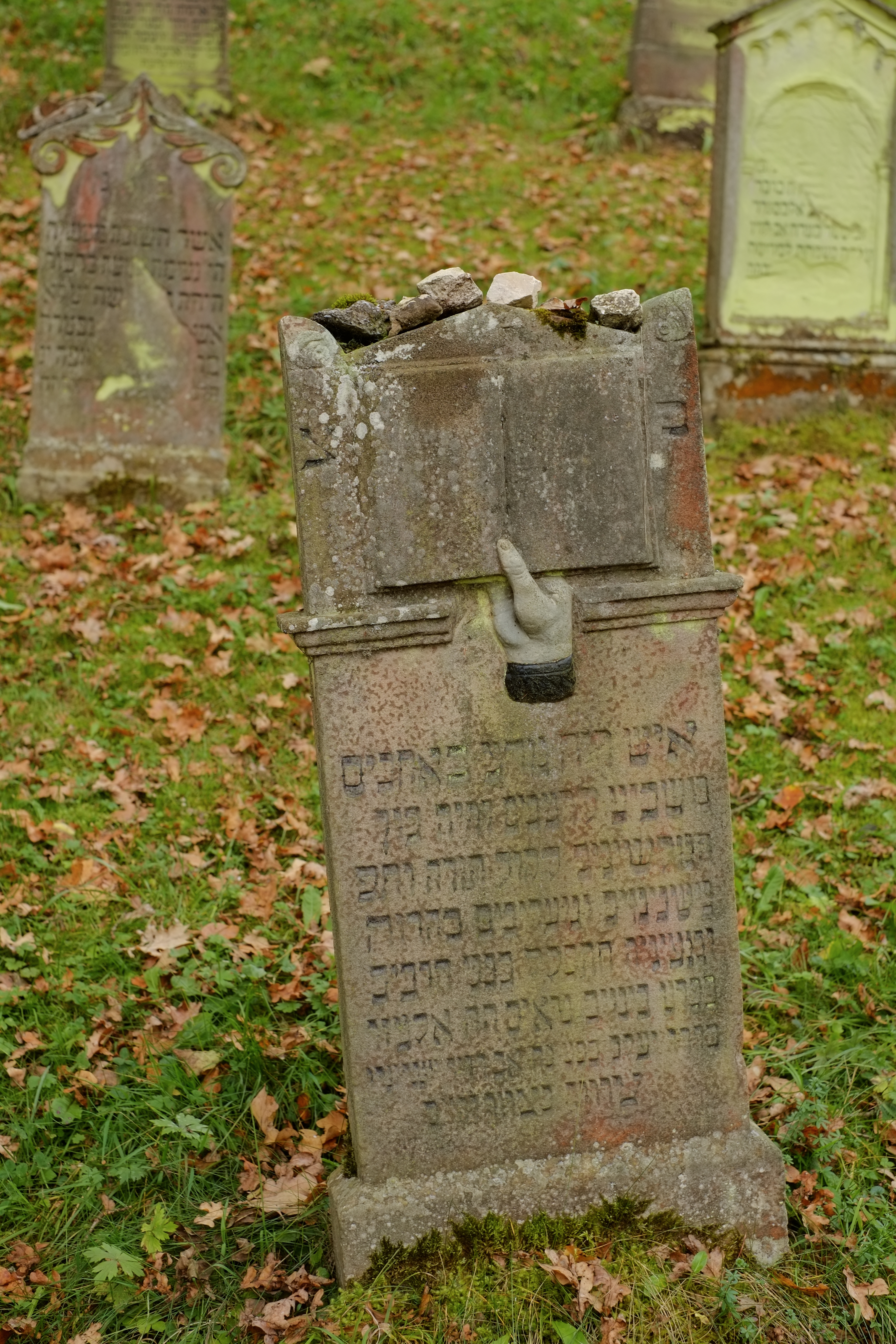
Verzierter Grabstein mit noch ausschließlich hebräischer Schrift
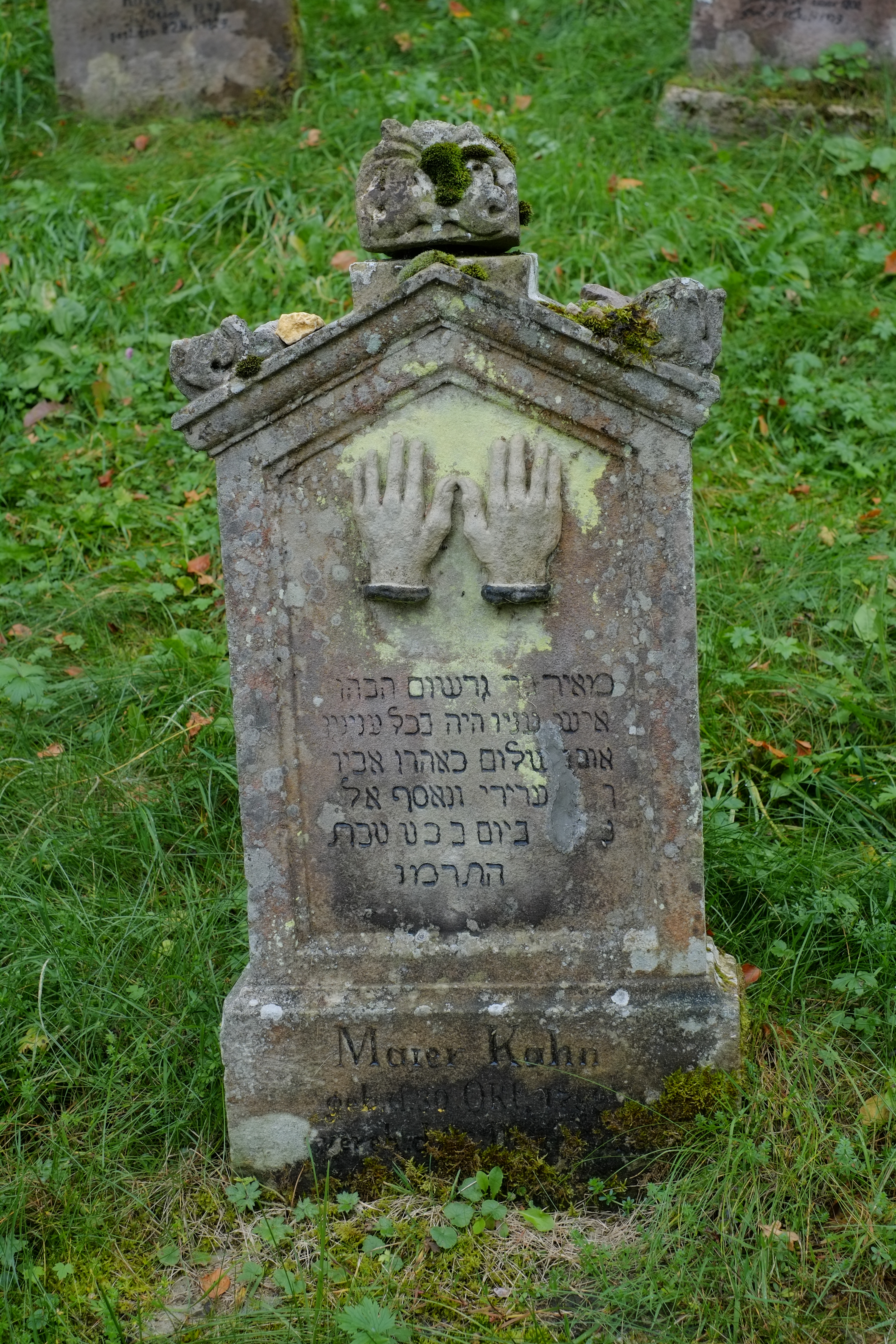
Grabstein eines Angehörigen der Kohanim mit den charakteristischen segnenden Händen
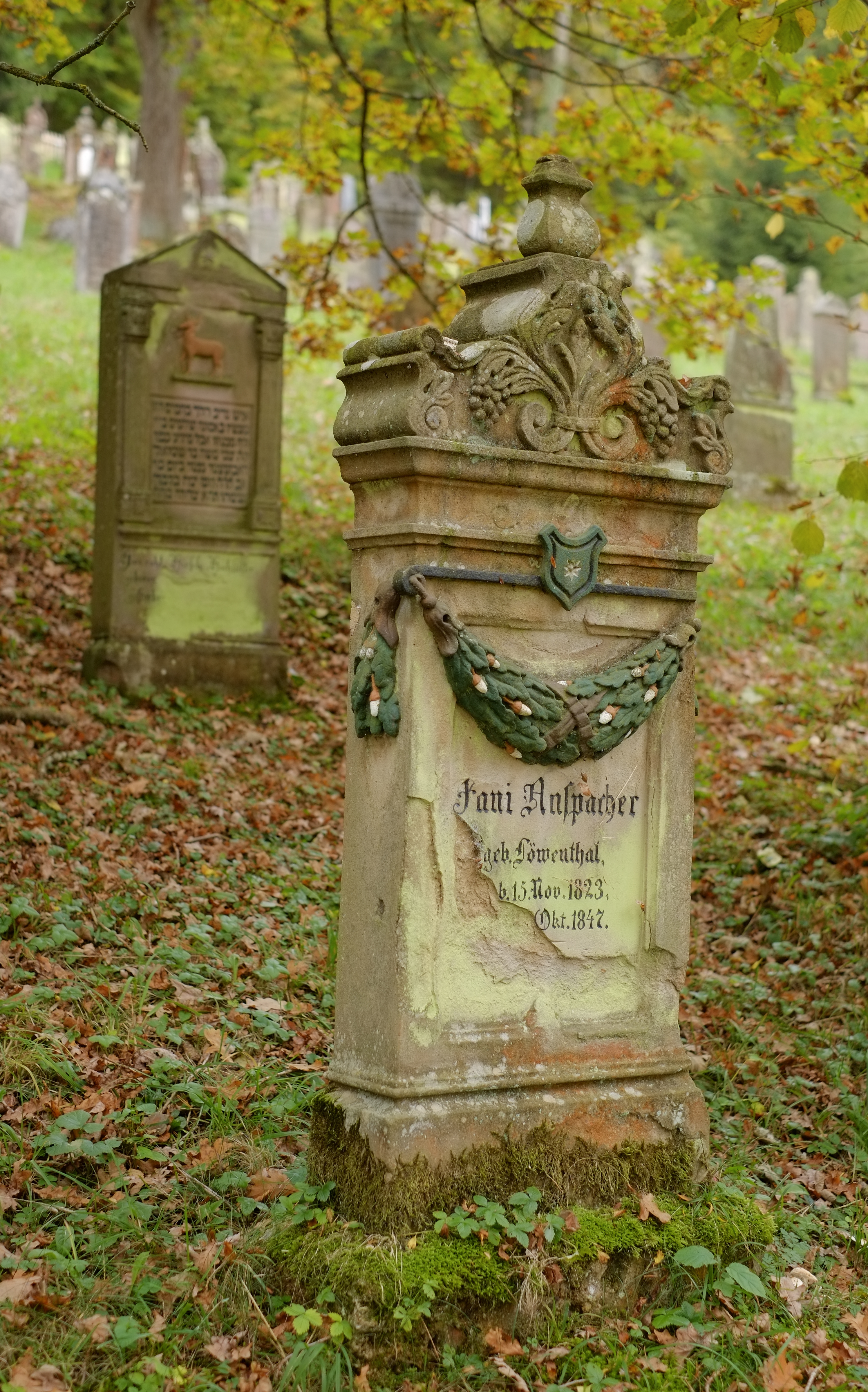
Reich verzierter Grabstein
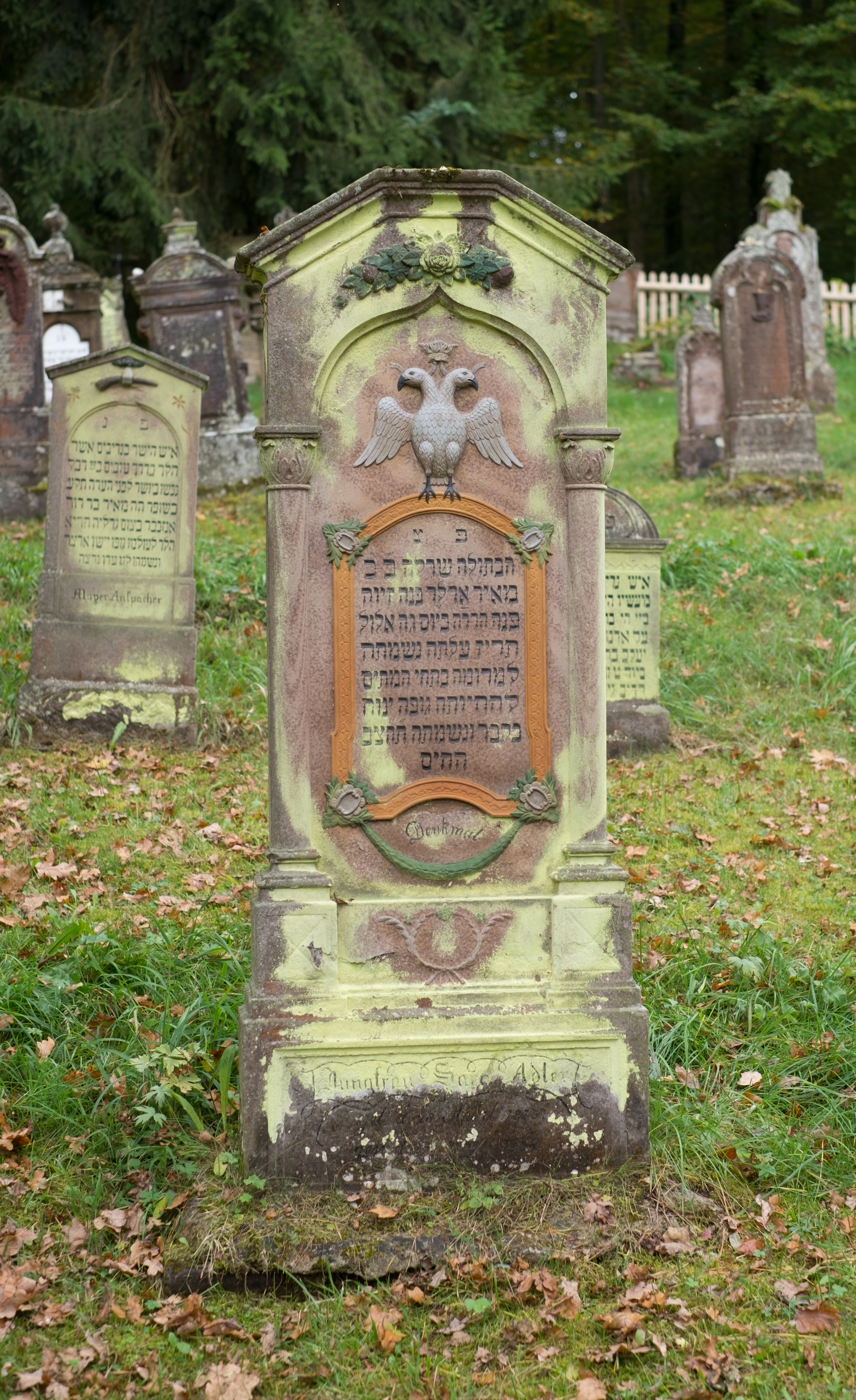
Verzierter Grabstein mit einem den Familiennamen symbolisierenden Adler
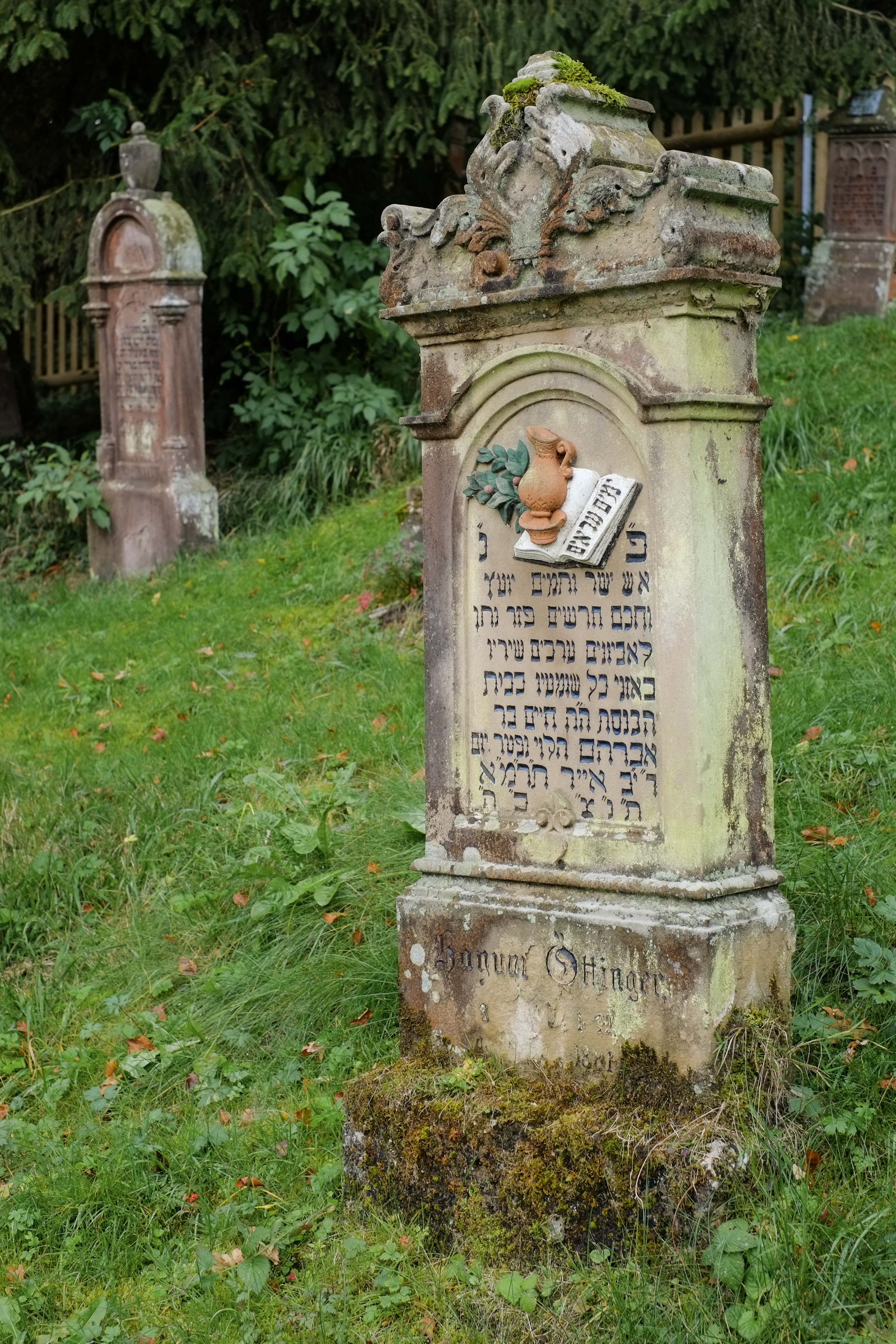
Grabstein eines Angehörigen der Leviten mit der typischen Kanne
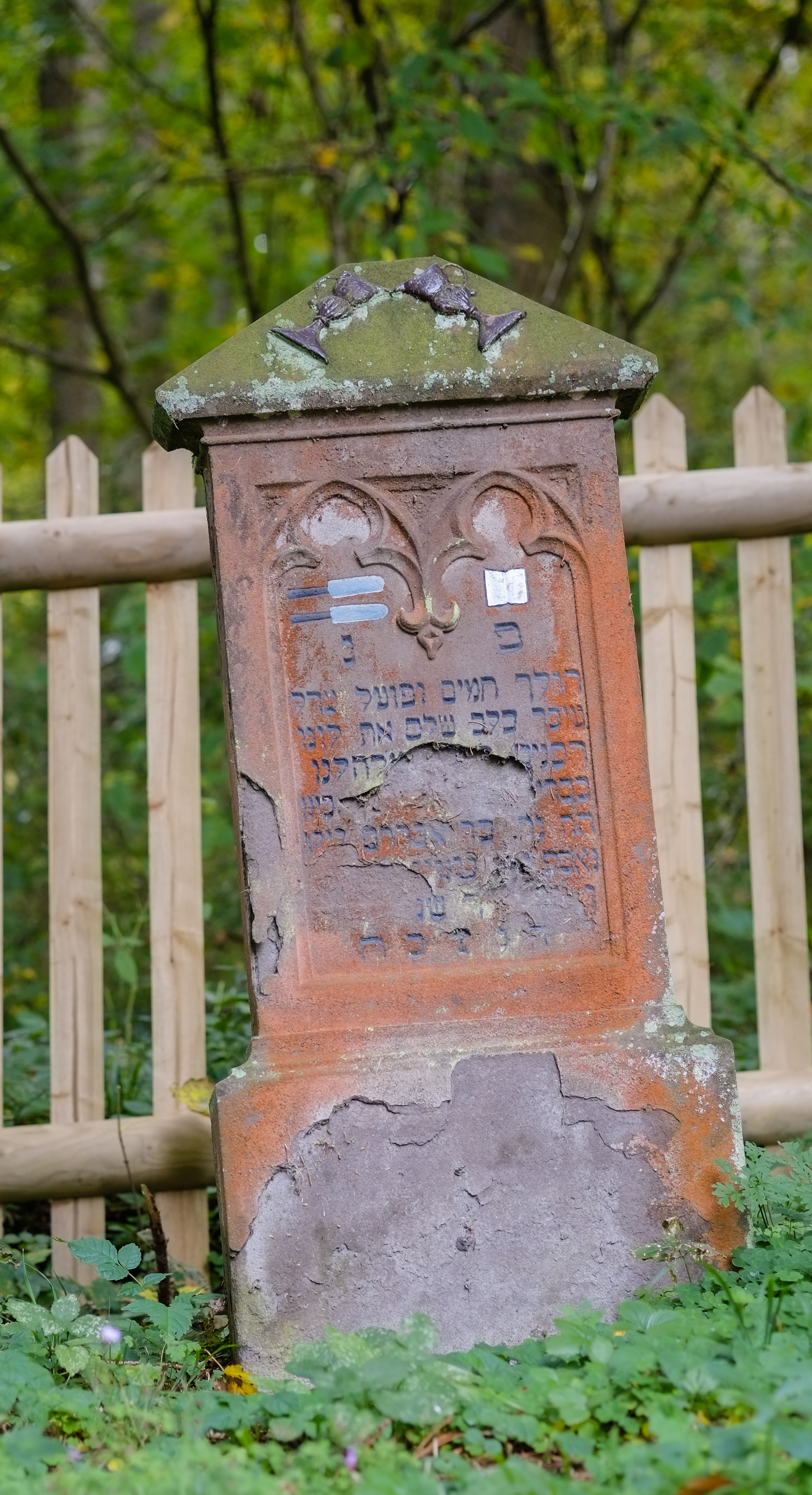
Grabstein eines Mohel mit Beschneidungsmessern
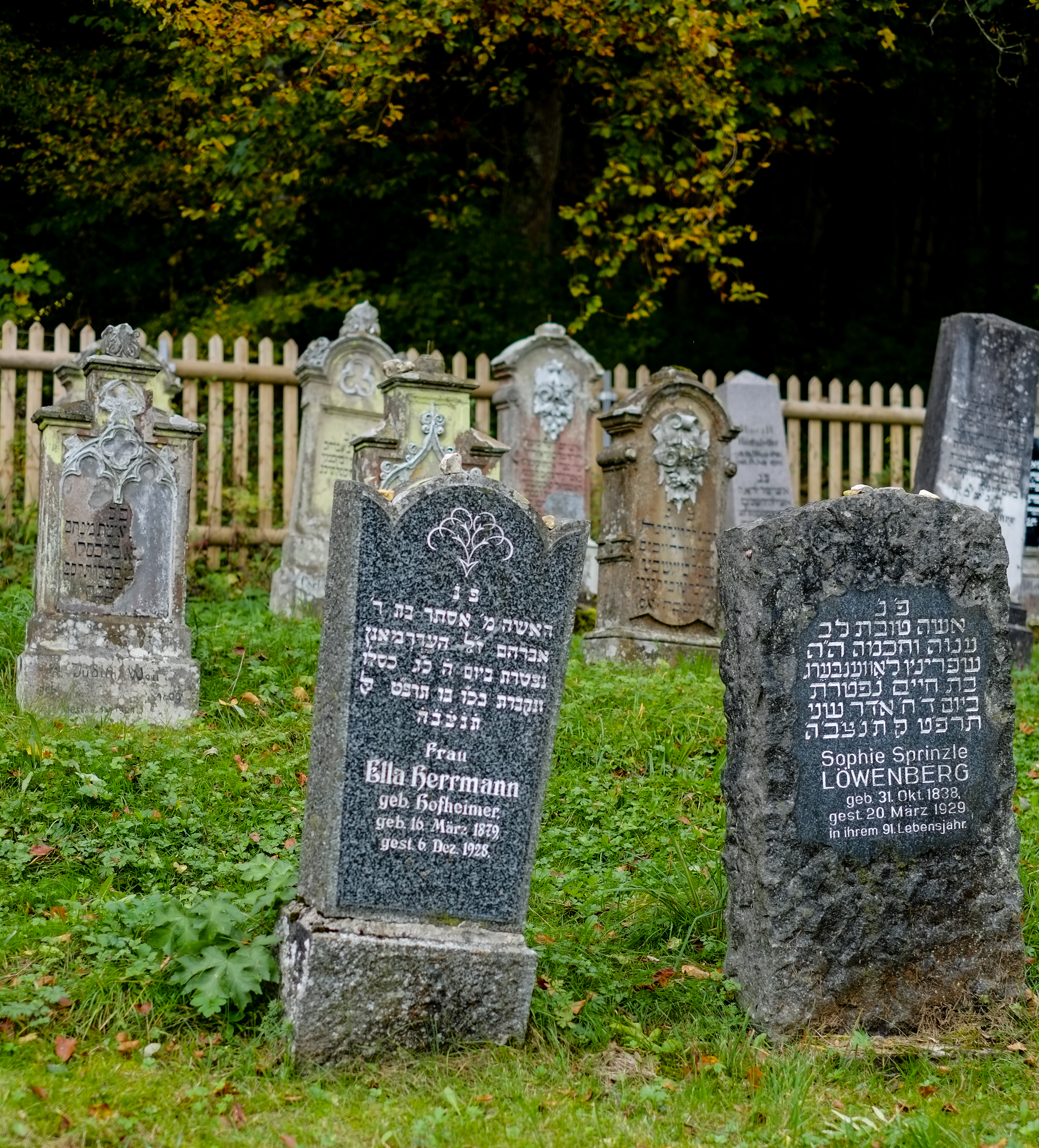
Neuere Grabsteine von 1928 und 1929
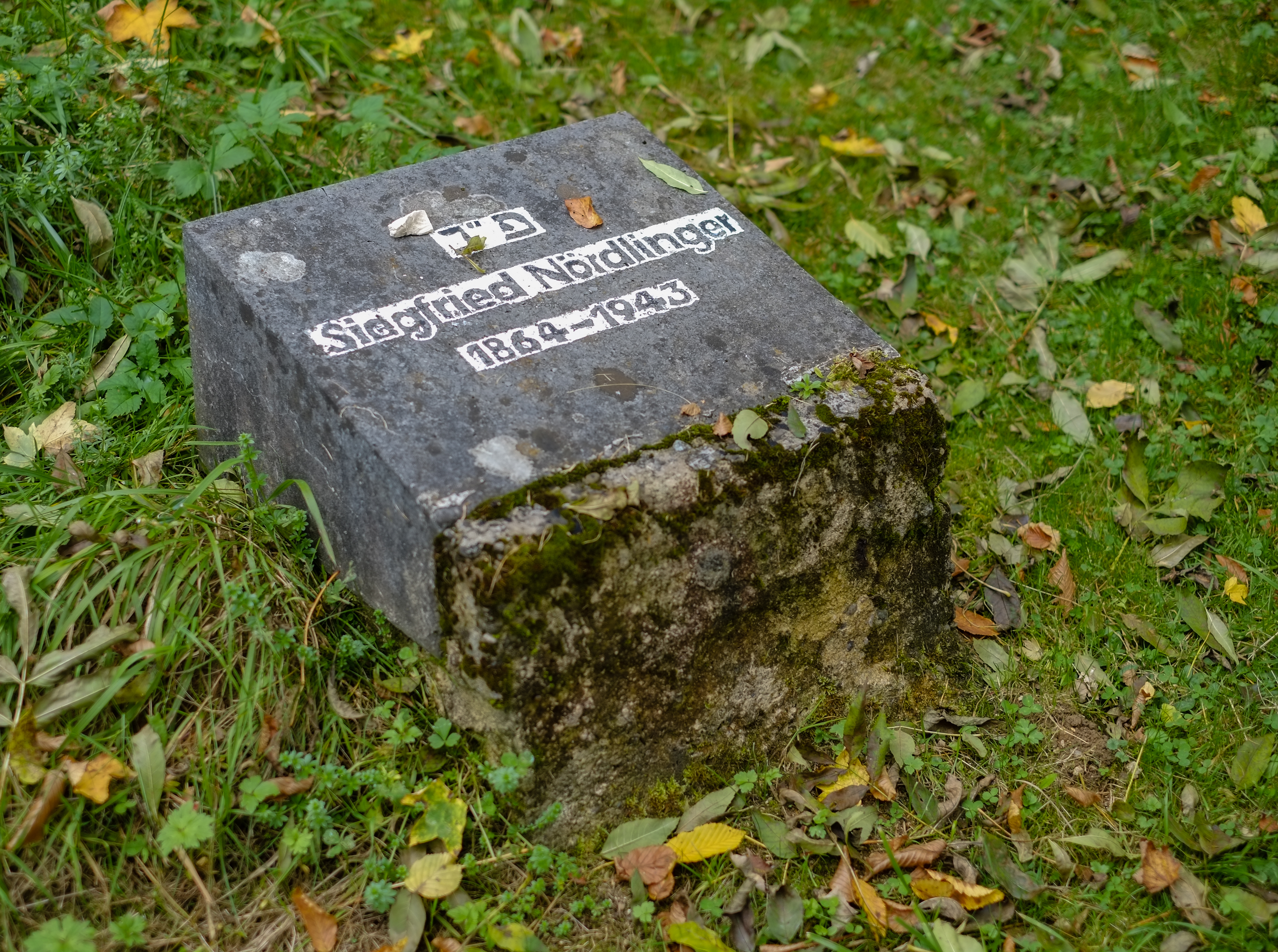
Grabkissenstein der wahrscheinlich letzten Bestattung 1943